# ブライアンストン・スクール
ブライアンストン・スクール (Bryanston School) は、イギリスの南西部、ドーセットの近郊に位置する中高一貫の私立のパブリック・スクールである。 
創立は1928年。1889年から 1894 年にかけて、ロンドンのウエスト・エンドに広大な土地を所有していたポートマン子爵のためにリチャード・ノーマン・ショーが設計と建築を担当した宮殿のようなカントリーハウスを使用しており、初期のネオ・ジョージアン様式にあたる。
エドウィン・ラッチェンス卿が以前の家を置き換えるために「ルネッサンス」と呼んだこの建物は、400 エーカー (1.6平方メートル) の敷地内にある。

## 教育
特に自然科学分野での交流が盛んで、愛知県立半田高等学校と姉妹校提携を結んでいます。
平成30年度には半田高校からの生徒が英国のブライアンストン校を訪問し、物理班と生物班の生徒が実験や研修を行いました。
物理班ではソーラーパネルを用いた発電量の実験を行い、生物班では血液や血圧・心拍数の測定を通じて運動と摂食の影響について実験を行いました。両校の生徒は積極的にコミュニケーションをとり、実習研修の成果をスライドを用いて発表しました。
このような国際交流を通じて、コミュニケーション能力やプレゼンテーション能力を高めることが狙いとされています。
ブライアンストン高校は、先進的な実験設備を備えており、探究的な学習が行われている学校です。

## 参考資料
- The Burning Bow, Thorold F. Coade. London: Allen & Unwin (1966). ISBN 0-04-370001-2.
- Bryanston Reflections: Et nova et vetera, Angela Holdsworth (editor). London: Third Millennium Publishing (2005). ISBN 1-903942-38-1.